# Merklovice
Merklovice (německy Merklowitz) je část města Vamberk v okrese Rychnov nad Kněžnou. Nachází se na jihovýchodě Vamberku. V roce 2009 zde bylo evidováno 135 adres. V roce 2001 zde trvale žilo 343 obyvatel.
Merklovice je také název katastrálního území o rozloze 11 km2.

## Další fotografie

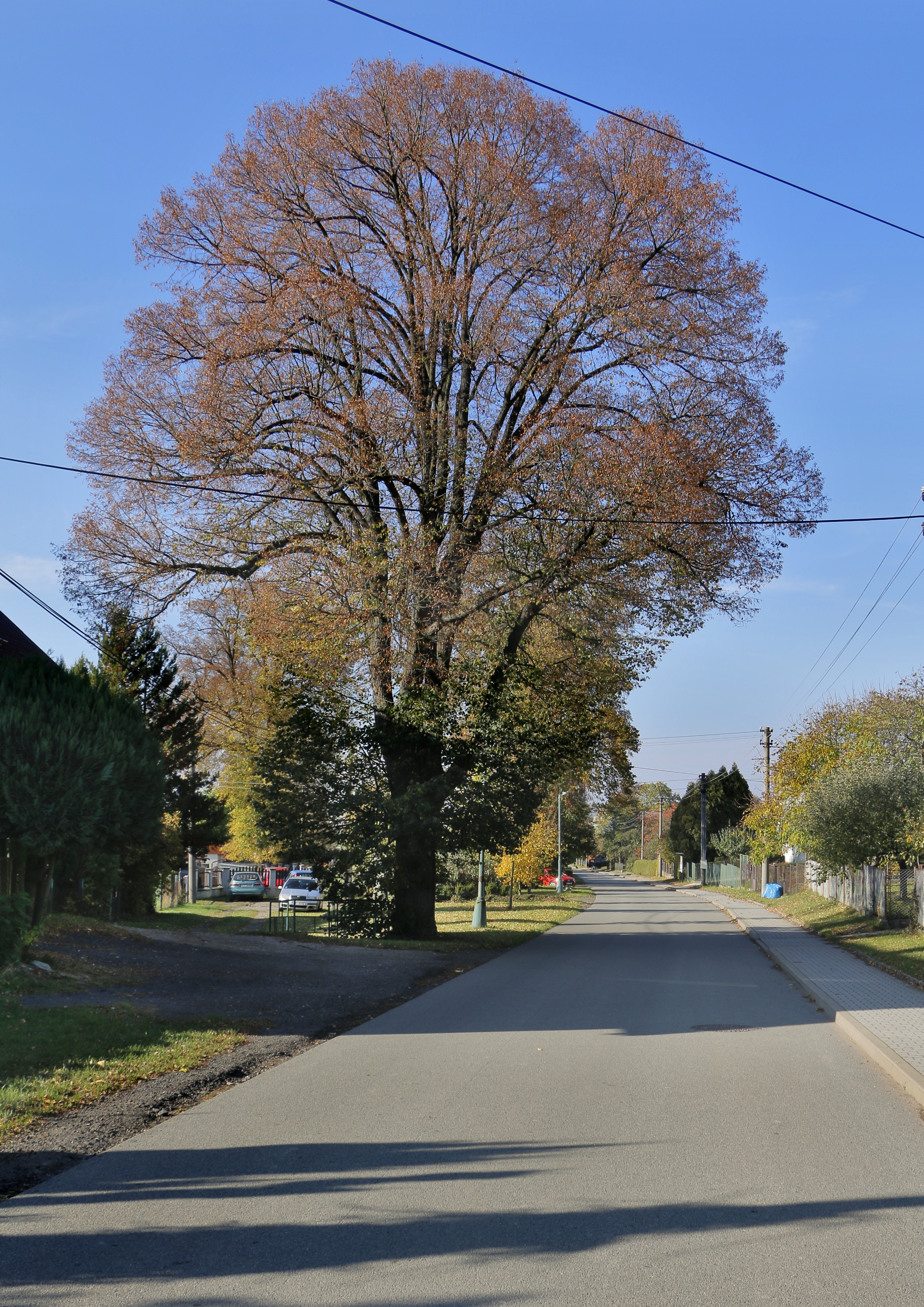
Hlavní silnice
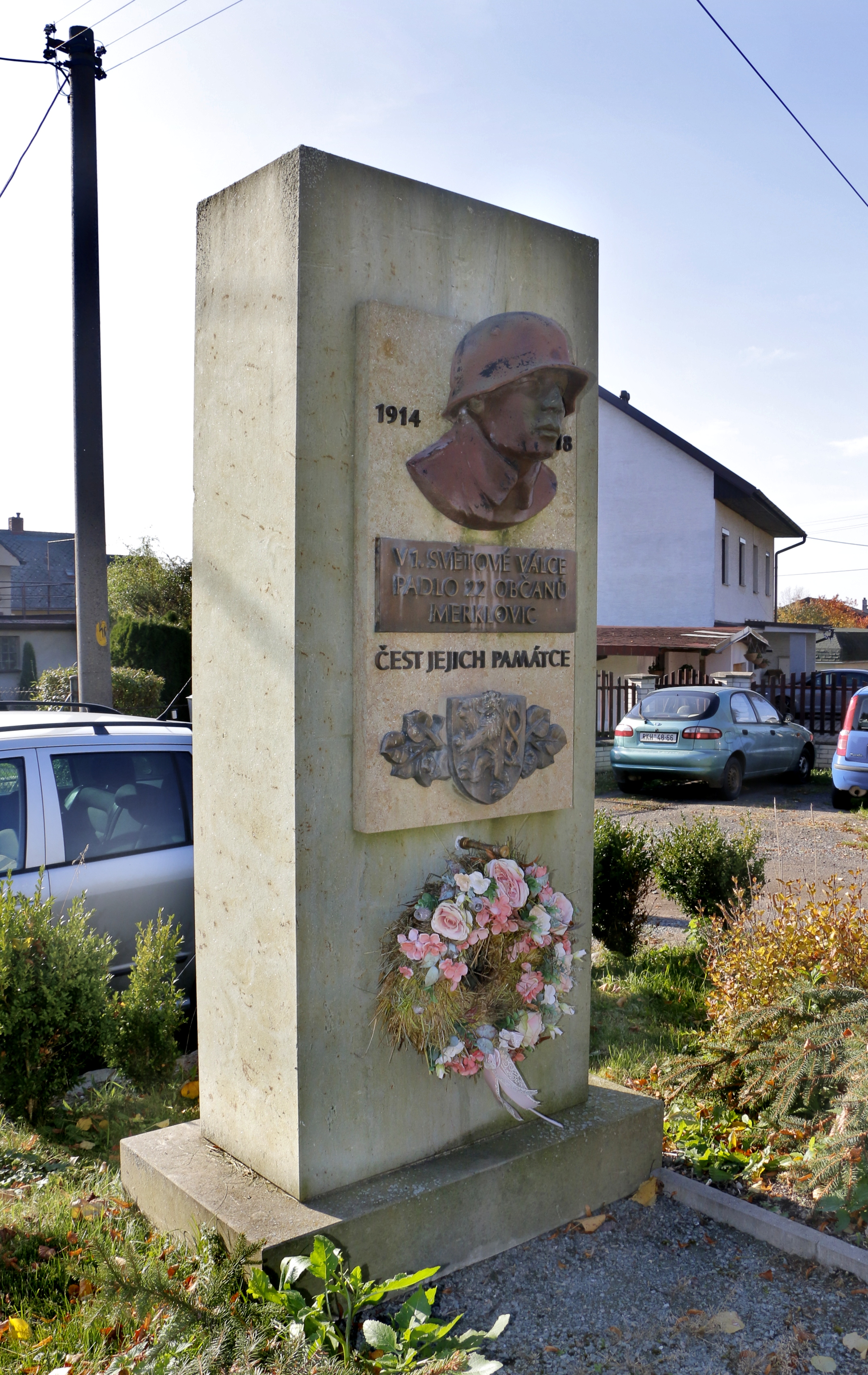
Památník obětem I. světové války
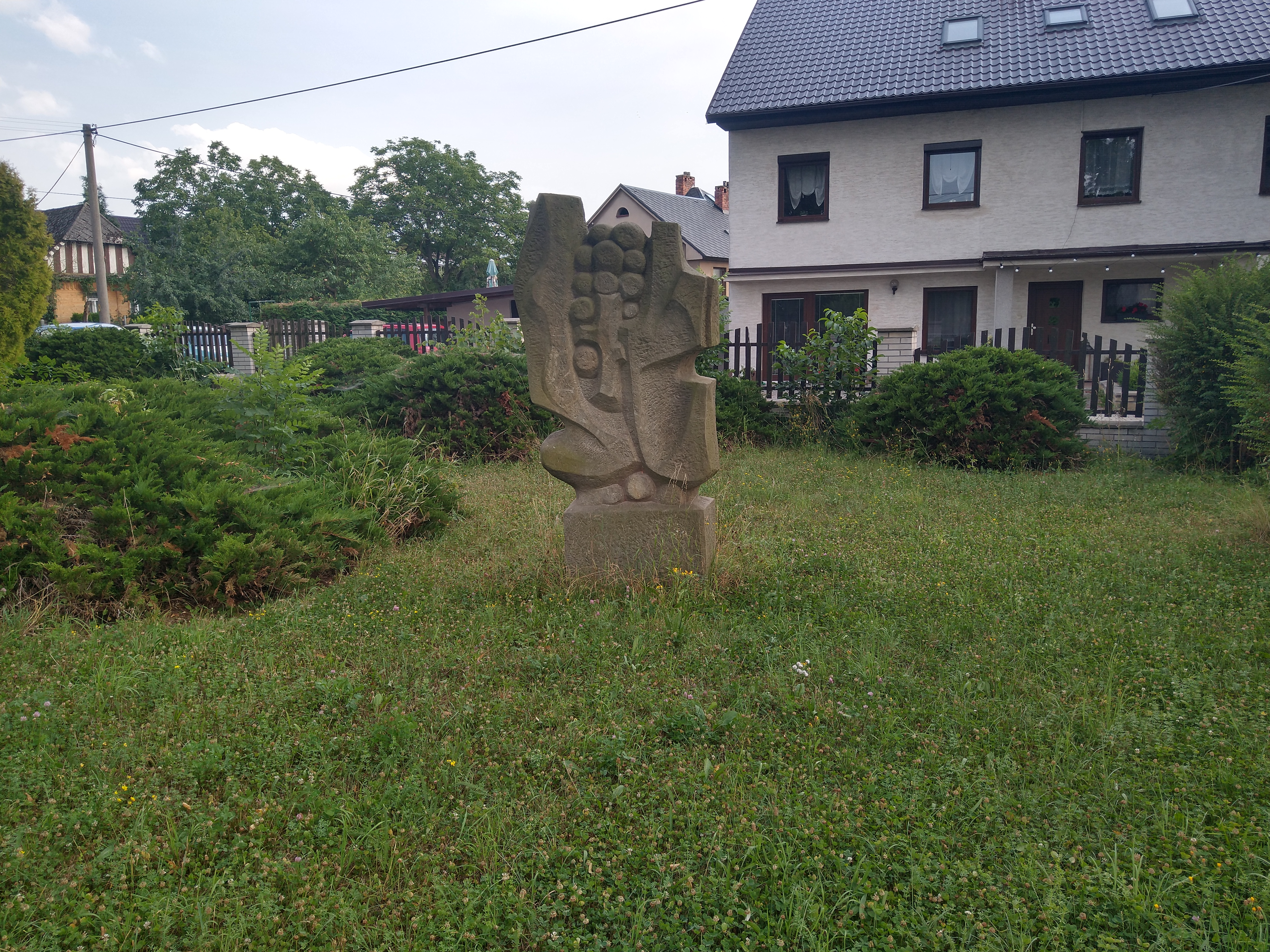
Skulptura na návsi
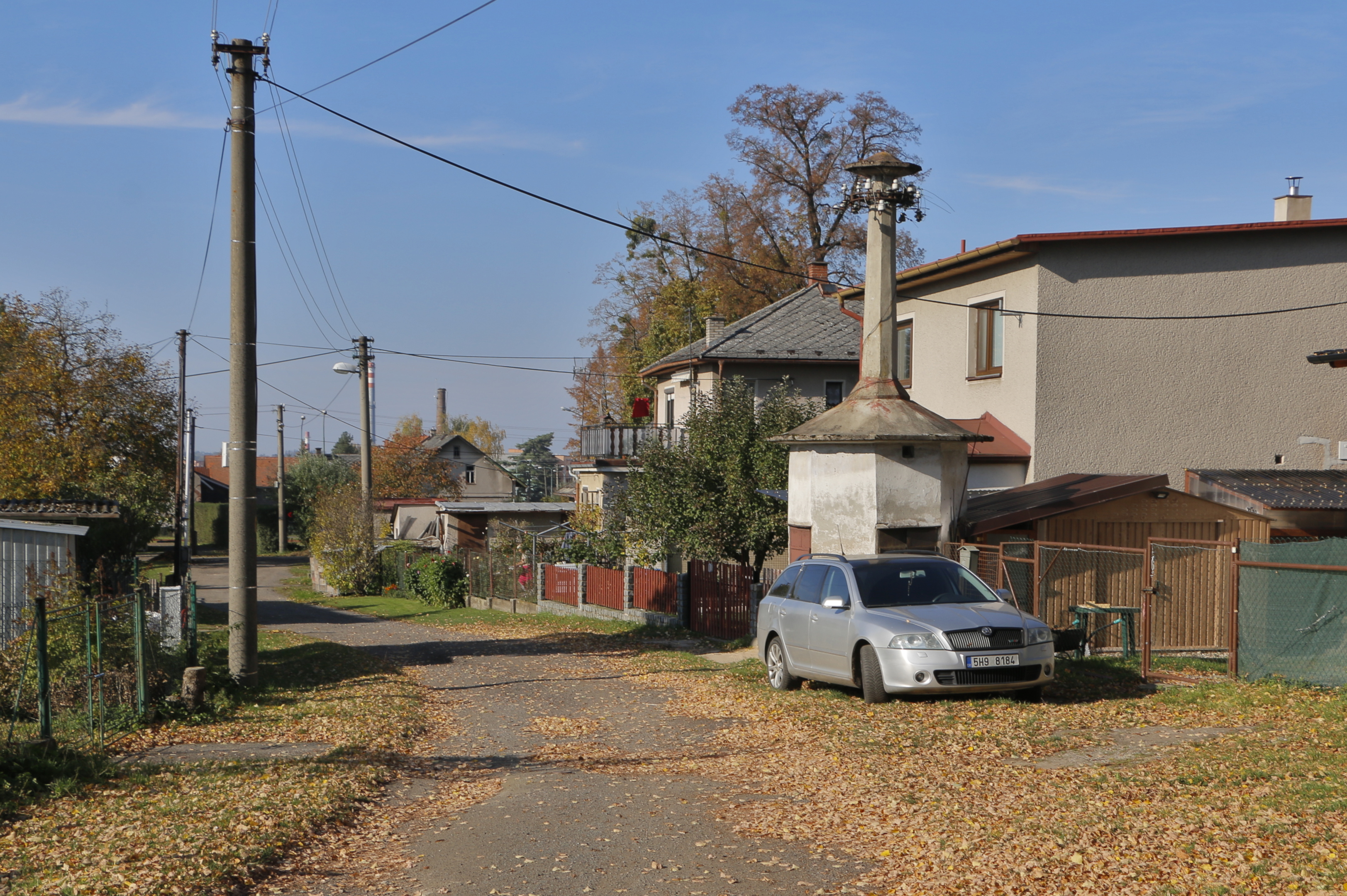
Vedlejší ulice